# Mallabia
Mallabia és un municipi de la província de Biscaia, País Basc, pertanyent a la comarca de Duranguesat. Limita amb els següents municipis, al nord amb Markina-Xemein i Etxebarria; al sud Zaldivar; a l'aest amb Eibar (Guipúscoa) i Ermua a l'oest amb Berriz.

## Toponímia
L'etimologia del topònim Mallabia pugues venir de malla, graó, nivell, altura; i bi(a), dues, o la de dues, és a dir, en dos graons o altures.

## Història
L'anteiglesia de Mallabia, com totes les anteiglesias no té data de fundació. El seu origen està entronitzat en l'origen de la Terra Plana de Biscaia. Possiblement es va segregar de la anteiglesia de Zenarruza (en els territoris de la qual també es va fundar la vila d'Ermua). En 1635 pren posat en la Juntes de Guerendiaga, de la Merindad de Durango en lloc de l'anteiglesia de San Agustín de Echevarría que s'uneix a la vila d'Elorrio i, per tant, no hi pot particiapar. El seient i vot que li correspon és el nombre 3. La fundació de l'església parroquial de l'Assumpció data del segle xi i redificada en el segle xvi i conclosa en 1750. És de suposar per aquestes dades, que ja existia un important nucli poblacional en Mallabia pel segle xi. L'estructura eclesiàstica va influir decisivament en la conformació del solar biscaí. La figura administrativa de l'anteiglesia tindrà una influència que sobrepassa la connotació religiosa d'aquesta. Els senyors de Biscaia, els caps de llinatge i altres gents interessades van aixecant esglésies entorn de les quals organitzen als camperols i serfs. L'assentament de la població reflecteix l'estructura de producció agrícola que durant segles ha vingut sent la fonamental en el municipi.

## Personatges Il·lustres
- Juan Goitia Bengoa, (¿? - ¿?) militar.
- Juan Bautista de Zengotita Bengoa, (¿? - ¿?) Bisbe de Puerto Rico (1770).
- Mikel Pradera (ciclista professional)